# Diocèse de Terni-Narni-Amelia
Le diocèse de Terni-Narni-Amelia (en latin : Dioecesis Interamnensis-Narniensis-Amerina ; en italien : Diocesi di Terni-Narni-Amelia) est un diocèse de l'Église catholique en Italie sous exemption et appartenant à la région ecclésiastique d'Ombrie.

## Territoire
Le diocèse est situé sur une partie de la province de Terni. L'autre partie de cette province est partagée par les archidiocèses de Pérouse-Città della Pieve et de Spolète-Norcia et par le diocèse d'Orvieto-Todi. Le diocèse est aussi sur une petite partie de la province de Rieti, dont l'autre partie de cette province est dans les diocèses de Rieti, de Tivoli et dans le diocèse suburbicaire de Sabina-Poggio Mirteto. Son territoire est d'une superficie de 871 km2 divisé en 82 paroisses regroupées en 7 archidiaconés. L'évêché est à Terni où se trouve la cathédrale de l'Assomption. Le diocèse possède deux cocathédrales : la cathédrale d'Amelia et la cathédrale de Narni qui conserve le corps de la bienheureuse Lucie de Narni.

## Histoire
Le diocèse actuel est le résultat de l'union des diocèses de Terni, Narni, et Amelia par le décret Instantibus votis de la congrégation pour les évêques du 30 septembre 1986.

### Diocèse de Terni
Selon la tradition, la foi chrétienne est prêchée à Terni par saint Brize, envoyé en Ombrie par l'apôtre saint Pierre. Le diocèse de Terni est érigé au IIe siècle et sa fondation est liée à deux personnages légendaires : saint Pèlerin, décapité le 16 mai 142 et saint Anthime de Rome (it) en 165. L'évêque saint Valentin, qui a vécu au IIIe siècle, doit être placée aux origines de l'église de Terni.
Parmi les évêques successifs rapportés dans les registres de Terni au cours des six premiers siècles de l'ère chrétienne, rares sont ceux qui sont historiquement attestés par des sources contemporaines. Omobono est documenté par un épigraphe, qui ne contient toutefois pas d'éléments permettant de cadrer chronologiquement cet évêque de Terni. Pretestato prend part au concile de Rome de 465 (it) organisé par le pape Hilaire. Felice participe aux conciles du pape Symmaque datés par Theodor Mommsen respectivement en 501 et 502.
En novembre 598, Grégoire Ier écrit à Constance de Narni, ancien visiteur de l'Église de Terni, pour lui confier l'administration et toutes les responsabilités pastorales de cette Église, tellement dépeuplée qu'il est impossible de nommer un évêque. Le pontife donne à Constance la permission d'utiliser les recettes de l'Église de Terni pour réparer les églises et pour l'entretien de son clergé ; de plus, l'évêque de Narni doit dresser un inventaire des propriétés de l'église de Terni à envoyer à Rome.
Après ces décisions du pape Grégoire Ier, il n’y a plus d’information sur le diocèse de Terni, qui reste administré par les évêques de Narni jusqu’à la première moitié du VIIIe siècle, avec deux autres évêques de Terni connus, Constantin vers 730 et Spes autour de 742. Probablement avant la quatrième décennie du IXe siècle, le diocèse de Terni est divisé entre ceux de Narni et de Spolète, achevant ainsi le processus de décadence entamé pendant la guerre des Goths.
Vers la fin du XIIe siècle, la ville de Terni, émancipée depuis longtemps par le duché de Spolète, entre dans les États pontificaux et les habitants demandent explicitement au pape d'avoir leur propre évêque. Malgré l'opposition de l'évêque de Spolète, le pape Honorius III restaure le diocèse de Terni par la bulle Venerabili fratri du 13 janvier 1218 ; il nomme comme évêque Rainerio, le prieur du chapitre de chanoines de la cathédrale de Terni, et restaure l’ancien territoire diocésain composé de 22 pièves. Entre le XIIIe  et le  XIVe siècle, le diocèse de Terni est le plus petit de l’Ombrie ; il s'étend sur un territoire d’environ 104 km2 comprenant au total 30 églises dont 16 dans les zones urbaines et 14 en ruralité.
Après avoir participé au concile de Trente, Mgr Muzio Calini (1566-1570) lance un programme de réforme à l'aide d'un synode diocésain en 1567. Au XVIIe siècle, les évêques réfléchissent sur l’opportunité d’avoir un grand nombre de paroisses qui, à Terni, étaient au nombre de 15 en 1609 et ramenées à 11 en 1661. La même année, 96 prêtres et religieux sont inscrits sur le territoire diocésain pour un peu moins de 7 000 habitants. En 1653, l'évêque Francesco Angelo Rapaccioli (1646-1656) fonde le séminaire mais le nombre de séminaristes n'a jamais été très élevé. Il y en a 8 en 1661 et seulement 15 en 1781. En raison de son refus de prêter serment d'allégeance au gouvernement français, Mgr Carlo Benigni (1796-1822) est exilé en France.
Le 25 juillet 1952, par la lettre apostolique Quae Mater, le pape Pie XII proclame Notre Dame de Miséricorde, patronne du diocèse, conjointement avec saint Valentin.

### Diocèse de Narni
Le diocèse de Narni remonte au IVe siècle et sa fondation est liée à saint Juvenal, qui selon une biographie légendaire écrite après le VIIe siècle, est consacré évêque en 359 et décédé le 7 août 376. Parmi les évêques successifs mentionnés dans les registres de l'Église locale, tous ne sont pas documentés de manière historique. On connaît l'épitaphe de Pancrace II, qui date sa mort le 5 octobre 493 ; Pancrace est le frère de l'évêque Ercole, peut-être du diocèse d'Otricoli (it), et le fils d'un autre évêque nommé Pancrace, dont le siège est inconnu. L'évêque Vitalien, prend part au concile de Rome de 499 mais il était peut être évêque de (Narniensis) Narni ou (Arniensis), c'est-à-dire du
diocèse d'Arna (it). Une autre épitaphe connue est celle de Cassio, dont on peut déduire qu'il fut évêque de Narni de 536 à juin 558. La même année, deux lettres du pape Pélage Ier cite son successeur, Jean I.
En septembre 591, Grégoire Ier écrit une lettre à l’évêque de Narni, Preiectizio, l’invitant à s’engager pleinement dans la conversion des païens et des hérétiques. Le pontife lui-même, à une époque inconnue, charge l'évêque Constance (ou Constantin) de se rendre à l'église de Terni, tandis qu'en novembre 598, l'évêque reçut lui-même le poste officiel d'administrateur et de directeur pastoral de l'église de Terni, trop dépeuplé pour consacrer un évêque. Parallèlement aux évêques narnais du diocèse de Terni, le diocèse d'Otricoli est supprimé entre le VIe  et le  VIIe siècle et son territoire est annexé à celui de Narni. Probablement peu de temps avant le milieu du IXe siècle, le diocèse de Terni est définitivement supprimé et son territoire divisé entre les diocèses de Narni et de Spolète.
Parmi les personnalités les plus en vue de l’Église de Narni à la fin du premier millénaire, on trouve celle de Jean II (961-965), appartenant à la plus haute strate de la noblesse romaine, bibliothécaire de l’Église romaine, élu pape le 1er octobre 965 avec le nom de Jean XIII. Les recherches archéologiques estiment que la cathédrale diocésaine primitive correspond à l'église actuelle de San Domenico et que ce n'est qu'au XIe siècle-XIIe siècle que le sanctuaire de saint Juvénal est transformé pour devenir la nouvelle cathédrale de la ville, consacrée le 27 février 1145 en présence du pape Eugène III. En 1218, le diocèse de Terni est reconstitué par une partie du territoire de Narni. Selon certaines reconstructions topographiques, le diocèse de Narni semble être relativement petit entre la fin du XIIIe  et le  XIVe siècle. Il s'étend sur un territoire d'environ 398 km2 et comprend un total de 64 églises dont 19 dans les centres urbains et 45 en ruralités.
La réforme post-tridentine dans le diocèse de Narni est assez tardive et n'est mise en œuvre par certains évêques que depuis le début du XVIIe siècle. En 1625, Giovanni Battista Bonetti (1606-1632) appelle au premier synode de réforme diocésain ; Giovanni Paolo Buccerelli (1634-1656) relance le culte de saint Juvénal, après la découverte de ses reliques (1642), et entame la construction de la crypte de la cathédrale. Raimondo Castelli (1656-1670) est responsable de l'institution du séminaire épiscopal en 1658.
En 1714, est construit le sanctuaire de la Vierge del Ponte, qui devient rapidement l'un des principaux lieux de culte et de dévotion grâce notamment au travail de relance du sanctuaire mené par Mgr Nicola Terzaghi (1725-1761). En 1841, le diocèse s'agrandit avec les paroisses de Vacone et Rocchette (dans la municipalité de Torri in Sabina) cédées par le diocèse de Sabina.
Le 12 septembre 1954, par la lettre apostolique Viam vitae, le pape Pie XII proclame la Madone del Ponte, co-patronne de la ville et du diocèse. En 1976, la paroisse de Sant'Eleuterio di Moggio Reatino, frazione enclavé de Rieti, passe au diocèse de Rieti. Au moment de l’union avec Terni et Amelia, le diocèse de Narni comprend les municipalités de Calvi dell'Umbria (à l’exception de la fraction de Santa Maria della Neve), de Configni, de Narni, d’Otricoli, de San Gemini, de Stroncone et de Vacone ainsi que les fraziones de Rocchette (Torri in Sabina) et de Collescipoli (Terni).

### Diocèse d'Amelia
Le diocèse d'Amelia est érigé au Ve siècle. Le premier évêque rapporté dans les registres est Stefano, mentionné vers 420, dont l'existence n'est étayée par aucune preuve (Lanzoni (it)). Le premier évêque documenté est Hilaire, présent au concile de Rome de 465 (it). D'autres évêques d'Amelia prennent part aux conciles romains des premiers siècles, Marcien en 487, Salluste en 499 et 502, Adéodat en 649, Théodore en 680 et d'autres encore aux VIIIe  et  IXe siècle, signe de la présence continue de l'institution ecclésiastique au Haut Moyen Âge.
Au cours de l'épiscopat de l'évêque Pasquale (seconde moitié du IXe siècle), on découvre les reliques de sainte Fermina, patronne du diocèse. En 1158, leur translation solennelle a lieu dans la cathédrale qui lui sera désormais dédiée en remplacement du précédent titre de saint Laurent. Selon certaines reconstructions topographiques, on sait qu'entre la fin du XIIIe  et le  XIVe siècle, le diocèse d'Amelia est le plus petit de l'Ombrie après celui de Terni, s'étendant sur un territoire d'environ 258 km2, comprenant un total de 27 églises, dont 9 dans les centres urbains et 18 dans les centres ruraux.
La réforme du concile de Trente est introduite tardivement dans le diocèse. Après les premières tentatives de Mgr Giovanni Antonio Lazzari, c'est Antonio Maria Graziani (1592-1611) qui donne le tournant décisif à l'action réformatrice à partir de la célébration du synode de 1595. En dépit de nombreuses absences pour engagements diplomatiques, cet évêque déclenche une action de réforme axée sur la discipline du clergé, par le biais de réunions mensuelles des curés de la ville et du diocèse. Il établit la prébende dans la cathédrale, définit le calendrier diocésain avec l'insertion de fêtes de saints patrons, dote la cathédrale et les églises paroissiales de nouveaux bénitiers, tabernacles et vêtements liturgiques. Lors de la visite apostolique de 1574, le diocèse comprend 20 paroisses pour 15 centres habités.
La reconstruction de la cathédrale, détruite par un incendie en 1629, est due à l'évêque Gaudenzio Poli. Entre les XVIIe  et le  XVIIIe siècle, le diocèse est gouverné pendant plus de trente ans par l'évêque Giuseppe Crispino, représentant du rigorisme dans l'application des décrets tridentins ; il organise un synode, fait de nombreuses visites pastorales et promeut diverses pratiques de dévotion visant de larges couches de la population. Le 8 décembre 1788, Mgr Carlo Fabi institue le séminaire. Durant la période napoléonienne, en raison de son opposition envers les troupes françaises, il est transporté enchaîné à Rome où il meurt en prison en 1798. Fortunato Maria Pinchetti (1806-1827) est exilée en France pour son refus de prêter serment.
Le 30 juin 1942, le monastère de San Magno di Amelia, qui était jusque-là soumis à l'abbaye territoriale de Saint-Paul hors des murs, est incorporé au diocèse d'Amelia en vertu du décret In civitate Amerina de la congrégation pour les évêques. À l'époque de l'union avec Terni et Narni, le diocèse d'Amelia s'étend sur les municipalités et les frazione d'Alviano, d'Amelia, d'Attigliano, de Giove, de Guardea, de Lugnano et Penna in Teverina. Ce territoire est resté pratiquement inchangé au cours des siècles précédents.

### Diocèse de Terni-Narni-Amelia
Les diocèses de Terni et de Narni sont unis aeque principaliter le 12 avril 1907 par la bulle Cogitantibus Nobis du pape Pie X. À partir de 1966, Amelia n’a plus d’évêques et le diocèse est confié aux évêques de Terni et de Narni comme administrateur apostolique. Le 14 septembre 1983, les diocèses de Terni, Narni et Amelia sont unis par la bulle Quoniam ipsum du pape Jean-Paul II. Le même jour, Franco Gualdrini est nommé évêque des trois diocèses. Le 30 septembre 1986, par le décret Instantibus votis de la congrégation pour les évêques, les trois sièges sont pleinement unis et le nouveau diocèse prend son nom actuel. Le 29 juin 1992, le diocèse acquiert la paroisse de San Liberato, hameau de Narni, du diocèse de Civita Castellana. En 2005, le musée diocésain de Terni est inauguré.

## Sources
- http://www.catholic-hierarchy.org